# Laurein
Laurein ([laʊ̯ˈraɪ̯n]; italienisch: Lauregno) ist eine italienische Gemeinde mit 315 Einwohnern (Stand 31. Dezember 2024) in Südtirol am Deutschnonsberg etwa 20 Kilometer westlich von Bozen und etwa 45 Kilometer nördlich von Trient. Sie ist eine von drei deutschsprachigen Gemeinden im Nonstal.

## Geografie

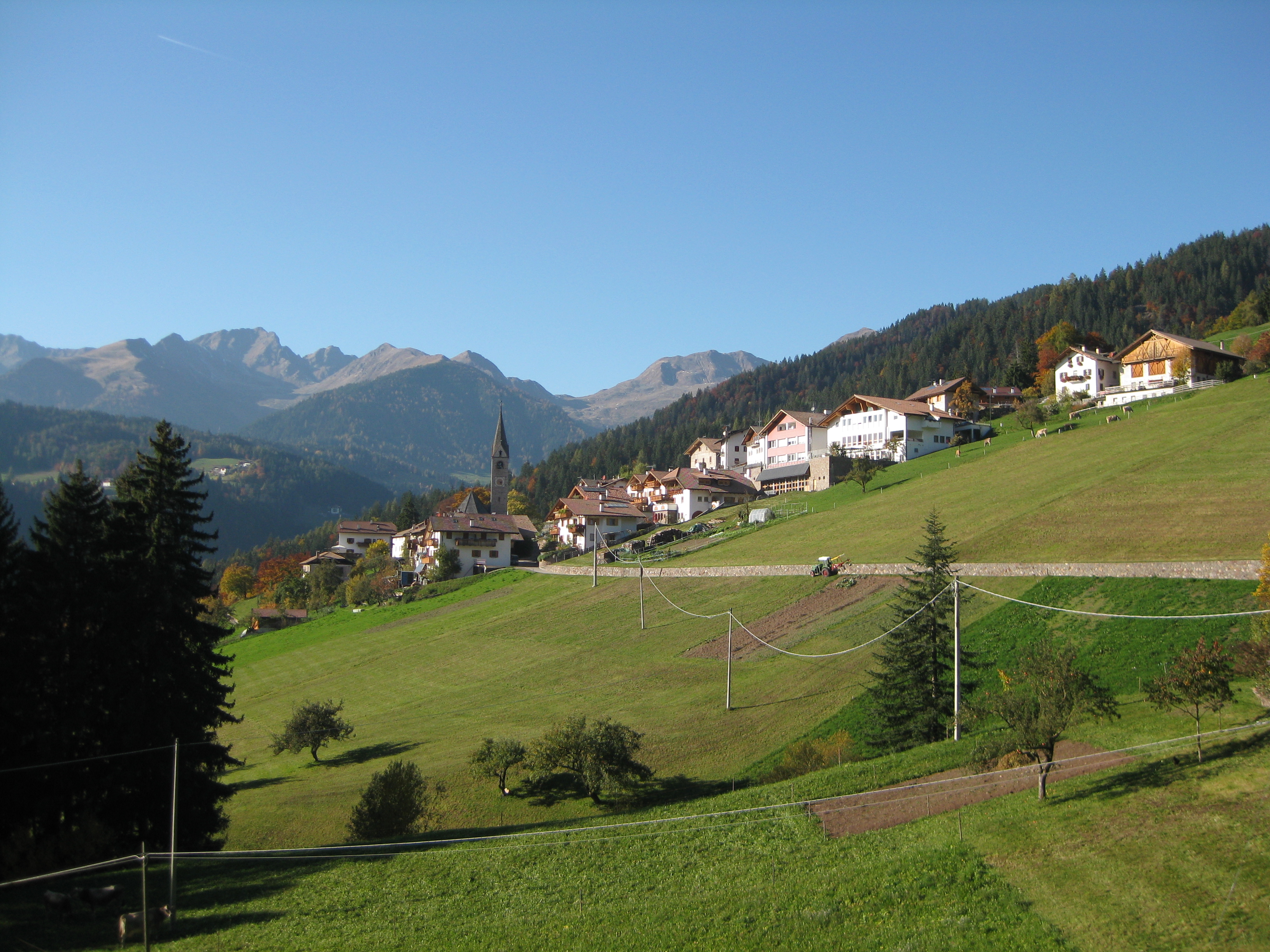
Laurein

Die Gemeinde Laurein befindet sich im oberen Nonstal, genauer am Deutschnonsberg, wie der deutschsprachige Bereich des Tals genannt wird. Zusammen mit der Nachbargemeinde Proveis ragt Laurein als Südtiroler Sporn in das ansonsten italienischsprachige und größtenteils zum Trentino gehörende Nonstal hinein. Das kleine Dorfzentrum liegt im Süden des Gemeindegebiets auf 1150 m Höhe. Nördlich davon stößt Laurein mit einem schmalen Gebietsstreifen Richtung Hofmahdjoch vor, das einen 1781 m hohen Übergang ins Ultental vermittelt. Westseitig darüber erreicht das Gemeindegebiet am Kleinen (2311 m) und Großen Kornigl (2418 m) Gipfelpunkte des Ilmenkamms der Ortler-Alpen.

## Geschichte
Laurein wird im Jahr 1233 als «terra Lauregni» erstmals erwähnt, wobei zugleich von einem eigenen Laureiner Leiherecht («consuetudo locationum mansorum») als Hinweis auf die im 13. Jahrhundert erfolgte und wohl von Ulten ausgehende Besiedelung des Gebietes die Rede ist. Sprachgeschichtlich wird der Name auf rätisch Lawara mit dem Suffix -onia zurückgeführt, was so viel wie „steiniges Gelände“ bedeutet. Als moderne Fälschung im gelehrten Interesse gilt hingegen eine angebliche Erstnennung des Laureinerbergs in einem Edikt des Ostgotenkönigs Theoderich der Große von 505.
Laurein gehörte bis zum Ende des Ersten Weltkriegs zur Grafschaft Tirol und damit zu Österreich-Ungarn. Mit dem Vertrag von Saint-Germain kam das Dorf 1920 zusammen mit dem Großteil Tirols südlich des Alpenhauptkamms zu Italien. Als 1927 auf diesen ehemals österreichischen Gebieten die beiden Provinzen Bozen und Trient entstanden, wurde Laurein wie auch die anderen Dörfer des Deutschnonsbergs der mehrheitlich italienischsprachigen Provinz Trient zugeschlagen, wo es der Gemeinde Rumo zugeordnet wurde. Erst 1948 wurde Laurein als nun wieder eigenständige Gemeinde in die Provinz Bozen bzw. Südtirol eingegliedert.
Bis 1998, als ein Tunnel unter dem Hofmahdjoch in das Ultental eröffnet wurde, waren Laurein und Proveis vom übrigen Südtirol aus für den Kraftverkehr nur über Trentiner Territorium erreichbar.

## Politik

### Bürgermeister
Bürgermeister seit 1952:
- Alois Kollmann: 1952–1980
- Ignaz Kerschbamer: 1980–1990
- Oswald Ungerer: 1990–2010
- Hartmann Thaler: seit 2010

### Wappen
Wappenbeschreibung: in Blau ein schwarzer Pflug auf goldenem Helmkissen mit Kleeblattecken.

## Demographie

### Sprachgruppen
Laurein ist gemäß den erhobenen Sprachgruppenzugehörigkeitserklärungen bzw. Sprachgruppenzuordnungserklärungen eine weitgehend deutschsprachige Gemeinde. Als Berechnungsgrundlage der folgenden Prozentwerte wurden die gültigen Erklärungen von Personen mit italienischer Staatsbürgerschaft herangezogen.
| Sprache     | 1981    | 1991    | 2001    | 2011    | 2024    |
| ----------- | ------- | ------- | ------- | ------- | ------- |
| Deutsch     | 98,42 % | 97,92 % | 99,72 % | 96,71 % | 97,77 % |
| Italienisch | 1,58 %  | 2,08 %  | 0,28 %  | 3,29 %  | 2,23 %  |
| Ladinisch   | 0,00 %  | 0,00 %  | 0,00 %  | 0,00 %  | 0,00 %  |

## Bildung
In der Gemeinde gibt es Bildungseinrichtungen für die deutsche Sprachgruppe. Diese umfassen eine Grundschule sowie eine Mittelschule.